# Bitwa pod Paniowcami
Bitwa pod Paniowcami (znana także jako Bitwa pod Kamieńcem Podolskim) – bitwa rozegrana 22 października 1633 roku, w okolicach Paniowiec na Podolu między wojskami koronnymi a Turkami, wspieranymi przez siły mołdawskie i wołoskie oraz Tatarów budziackich. Miała miejsce w ramach wojny polsko-tureckiej prowadzonej w latach 1633–1634.
W czerwcu 1633 r. granice Polski przekroczył czambuł około tysiąca ordyńców budziackich pod dowództwem chana ord nogajskich Kantymira Murza, którzy dokonali grabieżczego najazdu, licząc na wybuch wojny polsko-tureckiej, lub, co bardziej prawdopodobnie, działając z polecenia Abazy-paszy jako jego zwiad. Tatarzy przekroczyli Dniestr w okolicy wsi Hryńczuk pod Żwańcem i ruszyli na odległy o 6 mil Kamieniec, którego okolice spustoszyli i złupili.
Na wieść o tatarskim czambule, stacjonujący wówczas w Barze hetman wielki koronny Stanisław Koniecpolski wyruszył do walki i pokonał wroga 4 lipca pod Sasowym Rogiem nad Prutem. Jazda Stanisława Koniecpolskiego odniosła łatwe zwycięstwo nad mniej licznym czambułem tatarskim. Armia hetmana uwolniła cały jasyr i zgarnęła wszystkie łupy zebrane pod Kamieńcem oraz pojmała wielu znacznych Tatarów o czym wspomina relacja zięcia Kantymira Murza.
Pod koniec września Abazy pasza na czele oddziałów tureckich, posiłkowych wojsk mołdawskich i wołoskich oraz Tatarów budziackich ruszył w kierunku granic Rzeczypospolitej. Otrzymawszy informacje o polskich przygotowaniach, nawiązał rokowania z Koniecpolskim, zapewne w celu uśpienia czujności hetmana. Jednocześnie Abazy otrzymał informacje o niezadowoleniu sułtana i wielkiego wezyra z jego inicjatywy, zrozumiał więc, że jedynie spektakularny sukces uchroni go przed karą za naruszenie pokoju. Najprawdopodobniej 20 października wojska Abazy przekroczyły Dniestr, a 22 października doszło do bezpośredniego starcia. Silny ogień polskiej artylerii zaskoczył przeciwników i załamał pierwszy szturm na warowny obóz polski. Podczas kolejnego ataku Turcy i Tatarzy uderzyli na lewe skrzydło polskie, a Wołosi na prawe. Tatarom udało się nawet wedrzeć na pozycje polskie, zostali jednak stamtąd wyparci. Wobec zaciętej obrony polskiego obozu Abaza postanowił zwinąć oblężenie i wycofać się w kierunku Dniestru. Po drodze obległ i spalił niewielki zameczek w Studzienicy broniony przez trzy dni m.in. przez miejscowych chłopów.
Podjęta przez Abazę decyzja o odwrocie została zapewne podyktowana kilkoma czynnikami: brakiem perspektyw na spektakularny sukces, nieprzychylną postawą Istambułu wobec inicjatywy paszy silistryjskiego oraz nieprawdziwymi wieściami o zbliżającej się odsieczy kozackiej.